# 49ste Oscaruitreiking
De 49ste Oscaruitreiking, waarbij prijzen worden uitgereikt aan de beste prestaties in films in 1976, vond plaats op 28 maart 1977 in het Dorothy Chandler Pavilion in Los Angeles, California. De ceremonie werd gepresenteerd door Richard Pryor, Jane Fonda, Ellen Burstyn en Warren Beatty.
De grote winnaars van de 49ste Oscaruitreiking waren Rocky, met in totaal 10 nominaties en 3 Oscars, en Network met in totaal 10 nominaties en 4 Oscars.

## Winnaars

### Films
| Categorie               | Winnaar                    | Regie               |
| ----------------------- | -------------------------- | ------------------- |
| Beste Film              | Rocky                      | John G. Avildsen    |
| Beste Buitenlandse Film | Noirs et Blancs en couleur | Jean-Jacques Annaud |
| Beste Documentaire      | Harlan County, USA         | Barbara Kopple      |

### Acteurs
| Categorie                  | Winnaar           | Film                    |
| -------------------------- | ----------------- | ----------------------- |
| Beste Mannelijke Hoofdrol  | Peter Finch       | Network                 |
| Beste Vrouwelijke Hoofdrol | Faye Dunaway      | Network                 |
| Beste Mannelijke Bijrol    | Jason Robards     | All the President's Men |
| Beste Vrouwelijke Bijrol   | Beatrice Straight | Network                 |

### Regie
| Categorie       | Winnaar          | Film  |
| --------------- | ---------------- | ----- |
| Beste Regisseur | John G. Avildsen | Rocky |

### Scenario
| Categorie                | Winnaar         | Film                    |
| ------------------------ | --------------- | ----------------------- |
| Beste Origineel Scenario | Paddy Chayefsky | Network                 |
| Beste Bewerkt Scenario   | William Goldman | All the President's Men |

### Speciale prijzen
| Categorie                         | Winnaar          |
| --------------------------------- | ---------------- |
| Irving G. Thalberg Memorial Award | Pandro S. Berman |